# Salaryman

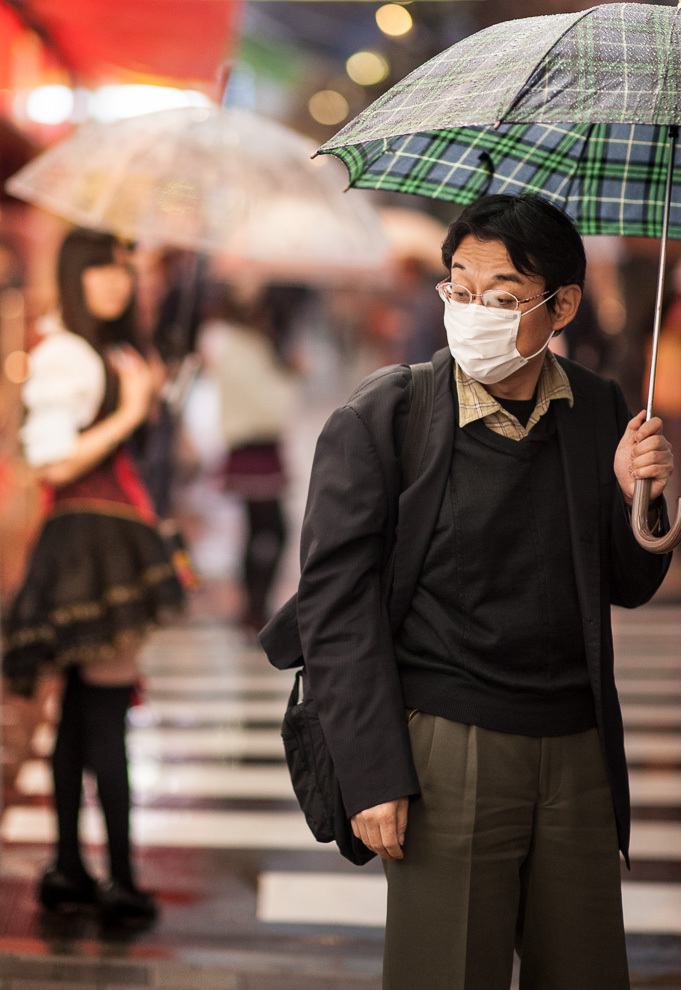
Japans meisje en salaryman.

Salaryman (Japans: サラリーマン, Romaji: Sararīman, werknemer in loondienst) is een van oorsprong Japans pseudoanglicisme voor een man in loondienst die lange dagen maakt op kantoor. De term is geleidelijk aan geaccepteerd in Engelstalige landen en het staat synoniem voor een Japanse zakenman. 
De term 'salaryman' verwijst uitsluitend naar mannen; voor vrouwen wordt de term 'career woman' (Japans: キャリアウーマン,Romaji: kyariauoman, carrièrevrouw) of, voor lagere functies, 'office lady' (Japans: オフィスレディー, Romaji: Ofisuredii, afgekort: OL, kantoorvrouw) gebruikt. De term heeft een negatieve connotatie in Japan en wordt in verband gebracht met het fenomeen dood-door-overwerk, karōshi.

## Geschiedenis
Volgens onderzoeker Ezra Vogel (1963) vindt het woord 'salaryman' haar oorsprong in de Tokugawa-periode. In deze periode verloren de samoerai hun militaire functie en werden de meesten administratieve medewerkers voor de overheid van hun clans. Vervolgens werd het woord weer populair rond 1930. Het aantal kantoormedewerkers of bedienden nam aanzienlijk toe met de economische groei van Japan na de Tweede Wereldoorlog.

## Maatschappelijk beeld
Het leven van de salaryman draait rond het werk en buiten het werk gaan zij relatief beduidend vaak om met collega's, om de afstand te verkleinen tussen het werk en de persoon. Deze mensen werken regelmatig dertien uur per dag, zes dagen per week. Daarnaast zijn er denigrerende termen om de spot te drijven met deze werkers, enkele voorbeelden zijn 'hond van het bedrijf' (Japans: 会社の犬, Romaji: kaisha no inu), 'zakelijke veestapel' (Japans: 社畜, Romaji: shachiku) en 'zakelijke soldaat' (Japans: 企業戦士, Romaji: kigyousenshi).

## Karōshi
De grote druk die deze werkers ervaren kan leiden tot dood-door-overwerk, of te wel karōshi. Deze druk omvat lange werkdagen, verplichte drinksessies met collega's na het werk, lange reistijden en tekort aan slaap waardoor het aantal fouten toeneemt en de productiviteit afneemt. De Japanse overheid poogt dit fenomeen aan te pakken door wetgeving te introduceren op lange werktijden en vrije tijd. Volgens Fred Schumann verandert het Japanse werkveld de laatste jaren in positieve zin, ondanks het negatieve nieuws.